# 麋鹿属
麋鹿属（学名：Elaphurus）是偶蹄目鹿科下的一属草食性动物。共有6种，现只有麋鹿达氏种存活，其他5种均已灭绝。
麋鹿属有以下物种：
- † 双叉种 E.bifurcatus
- † 蓝田种 E.lantianensis
- † 台湾种 E.formosanus（="E. d. predavidianus）？
- † 晋南种 E.chinanensis
- † 梅氏種 E.menziesianus[3]
- 达氏种 E.davidianus

其中达氏种即为现在所说的麋鹿。